# Powiat Kumage (Yamaguchi)
Powiat Kumage (jap. 熊毛郡 Kumage-gun) – powiat w Japonii, w prefekturze Yamaguchi. W 2024 roku liczył 27 155 mieszkańców.

## Miejscowości
- Hirao
- Kaminoseki
- Tabuse